# Genolinea aburame
Genolinea aburame är en plattmaskart. Genolinea aburame ingår i släktet Genolinea och familjen Hemiuridae. Inga underarter finns listade i Catalogue of Life.